# Leichhardt Highway

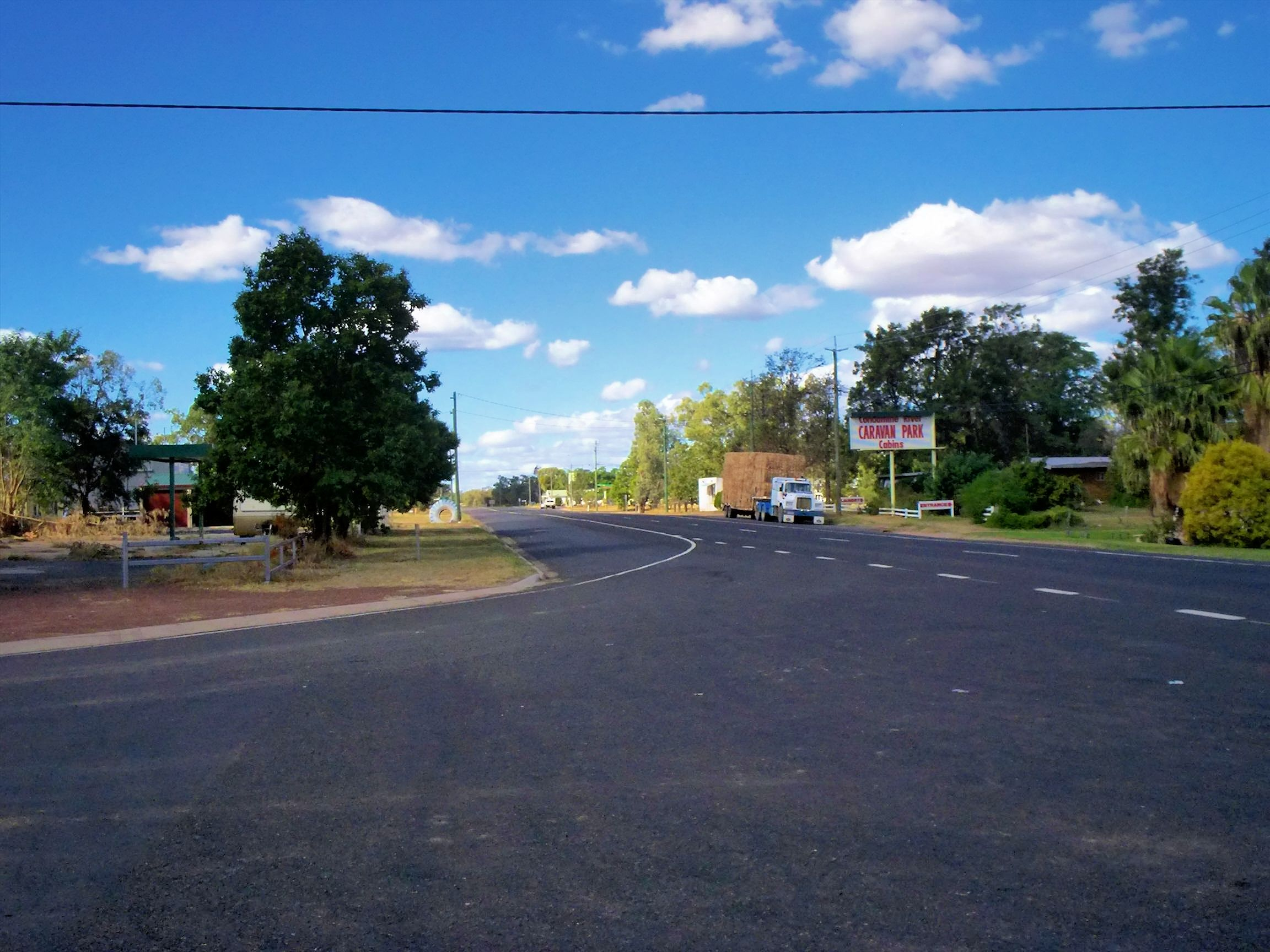
La Leichhardt Highway à Condamine.

La Leichhardt Highway est une route longue de 577 km, de direction sud-nord, située dans l'état du Queensland en Australie. Elle constitue le prolongement vers le nord, à partir de Goondiwindi de la Newell Highway.
Elle part vers le nord à partir de Goondiwindi pour s'achever près de 580 km plus au nord lorsqu'elle rejoint la Capricorn Highway près de la petite ville de Westwood.
Elle porte le nom de l'explorateur prussien Ludwig Leichhardt qui a parcouru au XIXe siècle un trajet parallèle à la route d'aujourd'hui.

## Galerie

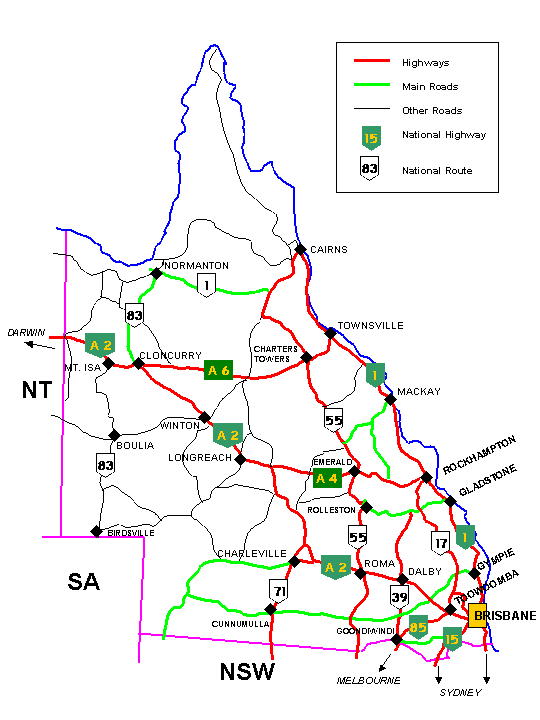

## Liste des principales localités le long de la Leichhardt Highway
- Goondiwindi
- Moonie
- Miles
- Condamine
- Wandoan
- Taroom
- Theodore
- Banana
- Dululu
- Westwood